# Iglesia de Nuestra Señora del Carmen (João Pessoa)
El Convento e Iglesia de Nuestra Señora del Carmen, ubicado en el centro histórico de la ciudad brasileña de João Pessoa, capital del estado de Paraíba, comprende un conjunto arquitectónico, construido por los carmelitas, compuesto por la Iglesia de Nuestra Señora del Carmen, por el Palacio Episcopal El Convento Carmelitano y actual sede de la Arquidiócesis de Paraíba, ambos construidos en el siglo XVI y tomados por el IPHAEP (Instituto del Patrimonio Histórico y Artístico del Estado de Paraíba), y por la Iglesia de Santa Teresa de Jesús de la Orden Tercera del Carmen, datada del siglo XVIII y tumbada por el IPHAN (Instituto del Patrimonio Histórico y Artístico Nacional).

## Historia
El orden religioso de los carmelitas llegó al estado de Paraíba probablemente en el año 1591, junto con los benedictinos, franciscanos y jesuitas, con el objetivo de evangelizar y catequizar los Indígenas indios. A finales del siglo XVI los carmelitas comenzaron la construcción de una vivienda propia en Paraíba. La conclusión de la obra fue demorada, incluyendo el Convento do Carmo, la iglesia de Nuestra Señora del Carmen, la capilla de Santa Teresa y la casa de los ejercicios de los Hermanos Terceros. El conjunto carmelitano sólo quedó listo en el siglo XVIII cuando, de acuerdo con los registros históricos, Fray Manuel de Santa Teresa encerró las obras usando recursos propios.

## Estructura Histórica
La fachada del convento-iglesia es toda en piedra, así como las tallas y los relieves de los altares. La nave es amplia y majestuosa, con motivos florales tallados en calcáreo. Se ven todavía el escudo de la Orden del Monte Carmelo y un gran panel en el Altar-Mor con las iniciales de N. Sr da do Carmo. El exterior presenta líneas austeras, dibujos y arabescos barrocos.

## Palacio Episcopal

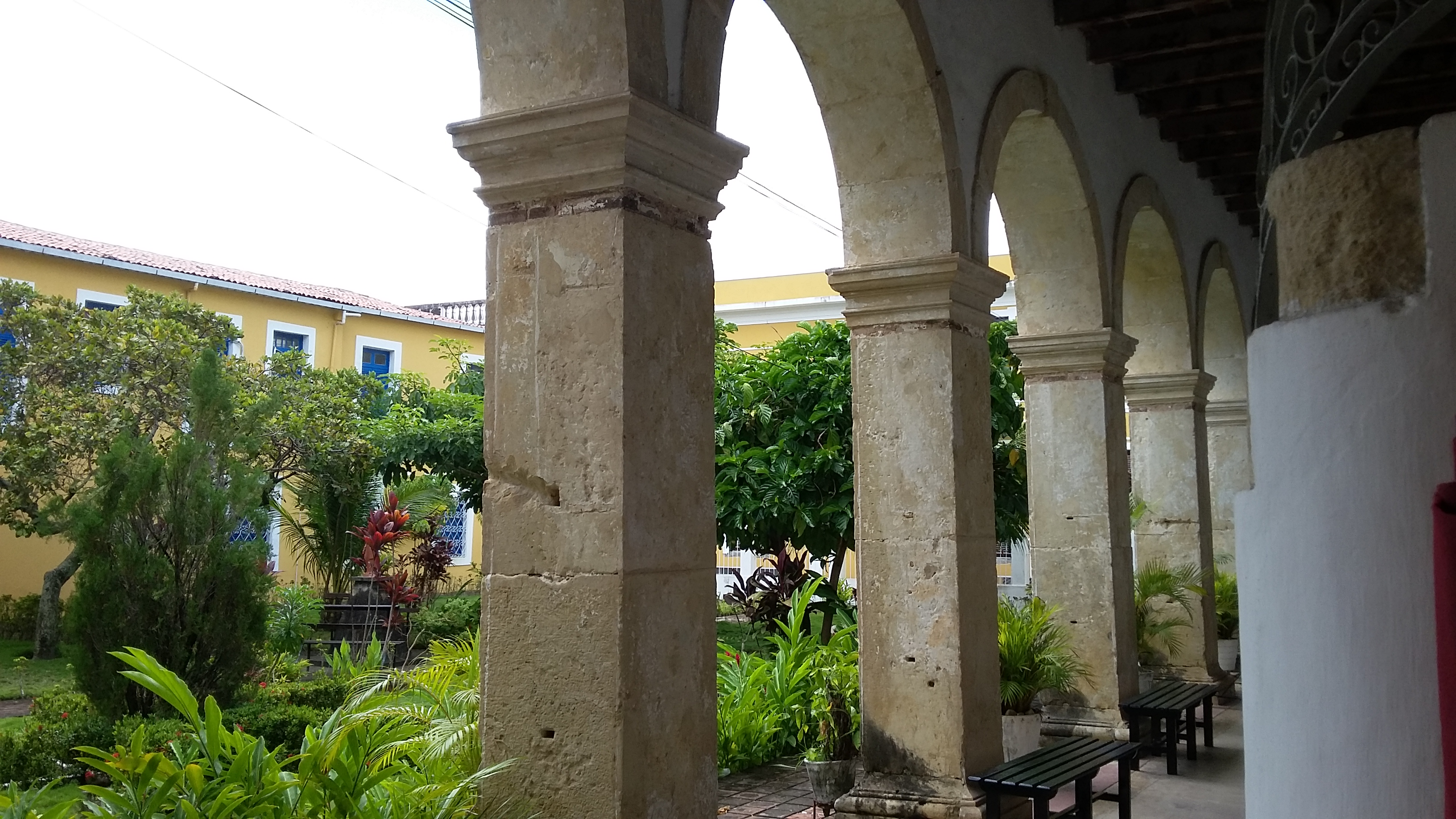
Arcada y Jardín en la Iglesia de Nuestra Señora del Carmen en João Pessoa, Paraíba.

La residencia episcopal y sede de la Arquidiócesis de Paraíba, conocido también como Palacio del Obispo, surgió alrededor de 1591, fue inicialmente llamado Convento Carmelitano. Forma un solo bloque arquitectónico con la Iglesia del Carmen y la Iglesia de Santa Teresa de Jesús. En el Palacio se destacan las obras de lecho-talla, esculpidas en piedra caliza, que realza su estilo barroco. Fue tomado por el IPHAEP el 26 de agosto de 1980.